# Departamento de Zipaquirá (Cundinamarca)
Zipaquirá fue uno de los departamentos en que se dividía el Estado Soberano de Cundinamarca (Colombia). Fue creado por medio de la ley del 14 de noviembre de 1857, a partir del territorio norte de la provincia de Bogotá. Tenía por capital a la ciudad de Zipaquirá. El departamento comprendía parte del territorio de las actuales regiones cundinamarquesas del Guavio y Sabana Centro.

## División territorial
El departamento al momento de su creación (1857) estaba dividido en los distritos de Zipaquirá (capital), Cogua, Tausa, Sutatausa, Nemocón, Gachancipá, Tocancipá, Sopó, Cajicá, Chía, Cota, Tenjo, Tabio, Subachoque, Vega, Vergara, Pacho y Peñón.
Tras la incorporación del departamento de Chocontá en 1860, el departamento consistía en los distritos de Zipaquirá (capital), Cajicá, Cogua, Cota, Chía, Gachancipá, Nemocón, Pacho, Peñón, Sopó, Tabio, Tausa, Tocancipá, Vergara, Carupa, Cucunubá, Chocontá, Fúquene, Guachetá, Hatoviejo, Lenguazaque, Machetá, Manta, Paime, Sesquilé, Simijaca, Suesca, Suta, Sutatausa, Tibirita y Ubaté.
En 1862 se volvieron a reorganizar las divisiones administrativas del Estado Soberano de Cundinamarca y el departamento quedó conformado por los distritos de  Zipaquirá (capital), Cajicá, Cogua, Chía, Gachancipá, Nemocón, Tabio, Tocancipá, Tausa, Pacho, Peñón, Palma, Peña, Topaipí, Caparrapí y Yacopí.
En 1865 se le añadieron los distritos de Guatavita, Guasca, La Calera y Usaquén.
En 1876 el departamento comprendía los distritos de Zipaquirá (capital), Cajicá, Cogua, Gachalá, Gachetá, Gachancipá, Guatavita, Guasca, Junín, Nemocón, Pacho, Sesquilé, Sopó, Suesca, Tabio, Tenjo, Tocancipá y Ubalá.